# Tjepintsi (distrikt i Bulgarien, Oblast Sofija grad)
Tjepintsi (bulgariska: Чепинци) är ett distrikt i Bulgarien.   Det ligger i kommunen Stolitjna Obsjtina och regionen Sofija-grad, i den västra delen av landet, 12 km nordost om huvudstaden Sofia.
Trakten runt Tjepintsi består till största delen av jordbruksmark. Runt Tjepintsi är det tätbefolkat, med 849 invånare per kvadratkilometer.